# Arahuetes
Arahuetes er en by og kommune i det centrale Spanien i provinsen Segovia. Den har et indbyggertal på 31 (2024) indbyggere.